# 투수 교체
투수 교체란 야구에서 감독이 마운드에서 던지고 있는 투수를 다른 투수로 교체하는 것을 의미한다. 투수 교체가 이루어지면 감독이 투수 코치에게 직접 지시를 내려 투수를 바꾼다.

## 설명
투수 교체는 한 이닝을 책임지고 있던 투수를 보호하는 차원에서 있는 야구 체계이다. 선발 투수가 제몫을 다하면 구원 투수로 바꾸고 야구의 끝 이닝에 속하는 9이닝에 들어서면 구원 투수를 마무리 투수로 바꾸는 것이 투수 교체의 예시이다. 투수 교체를 할 때에 주어진 시간은 2분 20초이며 교체되는 투수는 반드시 이 시간 내에 마운드로 올라와야만 한다. 이 시간 내에 정해진 교체 투수가 올라오지 않으면 교체 투수는 마운드에 오르지 못한다. 또한 투수 교체는 제한된 횟수가 없기 때문에 당일 경기에 등록된 투수라면 무조건 그 경기에서 마운드로 등판이 가능하며 이는 야구의 포지션과 무관하다. 그래서 간혹 연장전이 일어났을 때 주된 포지션이 투수가 아닌 내야수나 외야수와 같은 야수들이 투수를 대신하여 마운드에 등판하는 것들도 가능하다.

## 같이 보기
- 야구
- 투수